# مطير (قفص)

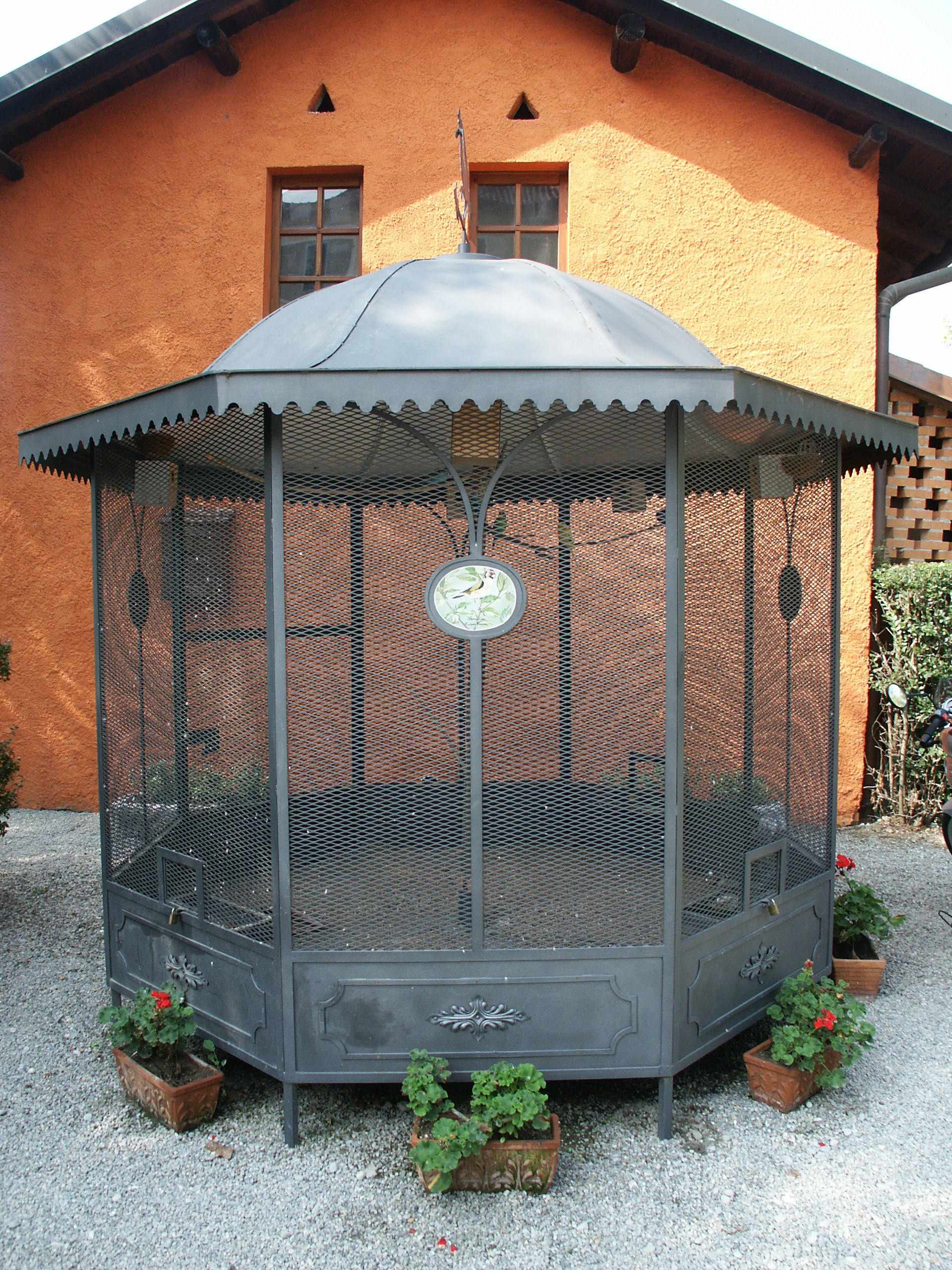
صورة لمطير 'فورينو دي فيميركاتي' الموجود في لومبارديا، إيطاليا

المَطْيَر أو بيت الطيور أو المَطيرة أي قفص كبير للطيور قفص واسع مغلق لتربية الطيور من صنع الإنسان.على عكس أقفاص الطيور العادية، المطير يترك للطيور مساحة واسعة للطيران ما يجعل الطير في بيئة مشابهة للطبيعة.

## أماكن وجود المطير
الأقفاص الكبيرة تكون عادة تكون موجودة في حدائق الحيوان وبعض الأقفاص الكبيرة مشهورة توجد بها مساحة لدخول محبي الطيور. بيتسبيرج بولاية بنسلفانيا بها «مطير الولايات المتحدة المحلي» وهو أشهر مثال لوجود الأقفاص كبيرة خارج حديقة الحيوان. حديقة حيوان القديس لويس تحتوي على المعرض العالمي لقفص التحليق وهو من المنشئات القليلة الموجودة في «معرض لويزيانا للشراء».

## البوم الصور

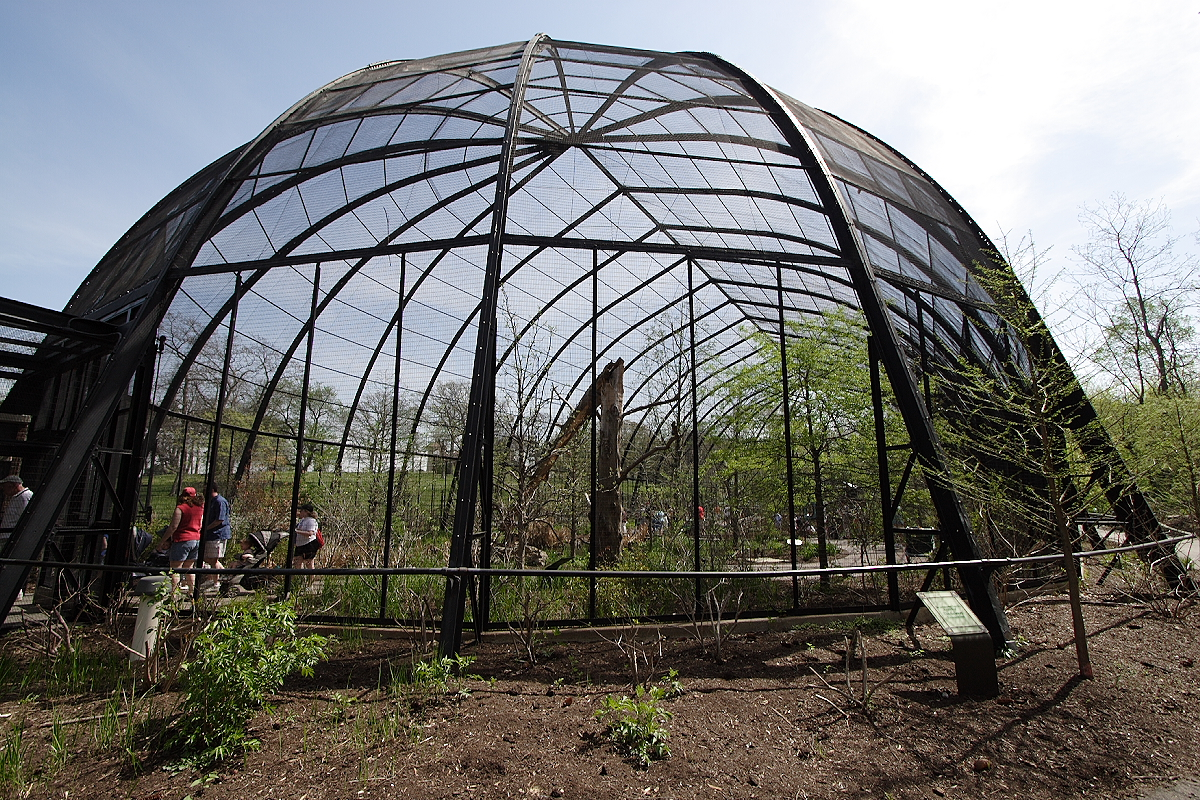
1904 Flight Cage في حديقة سانت لويس
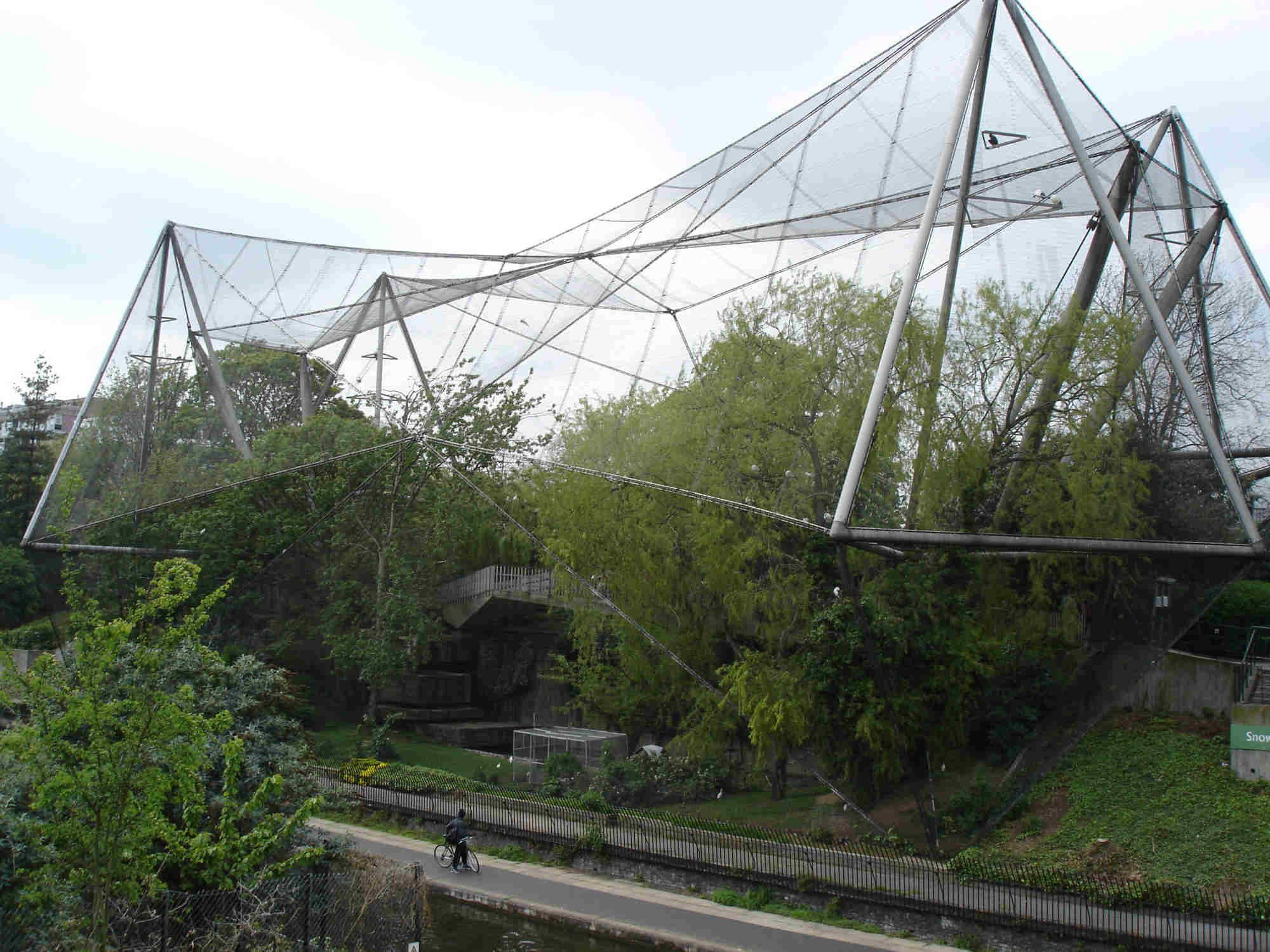
صورة حديقة لندن
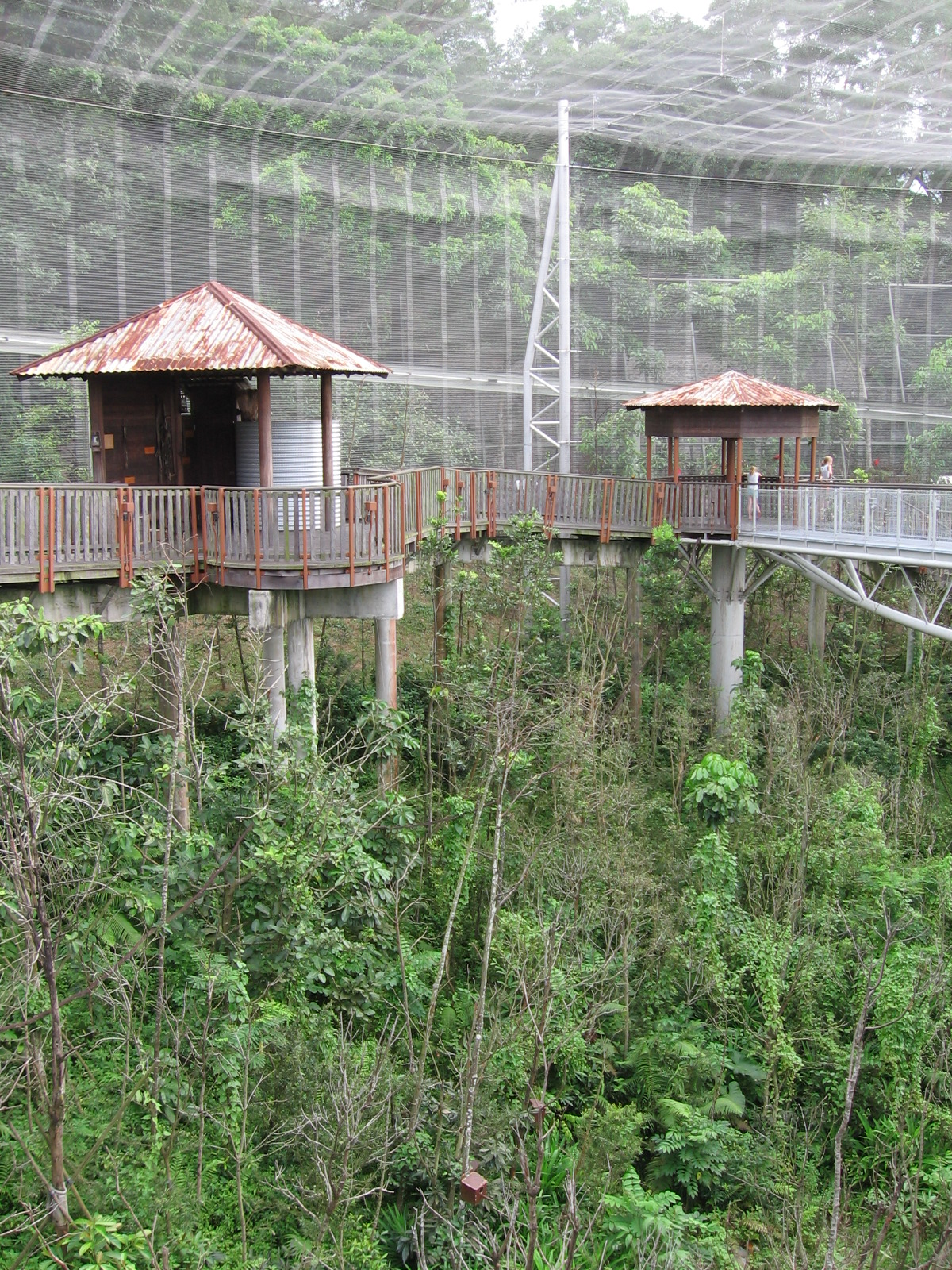
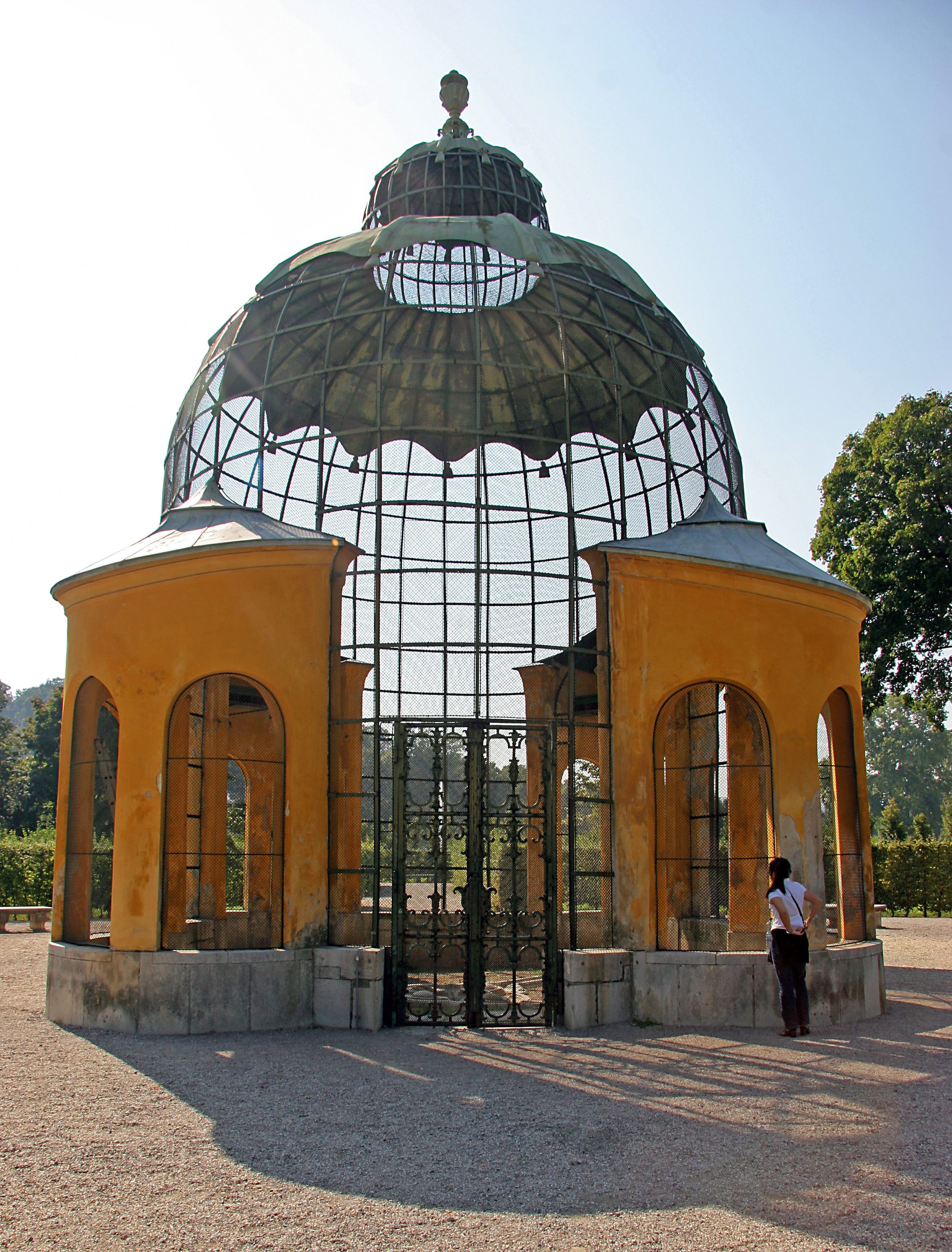
في أستراليا.